# Hīzbandegān
Hīzbandegān (persiska: هيزبندگان) är en ort i Iran.   Den ligger i provinsen Hormozgan, i den sydöstra delen av landet, 1 000 km sydost om huvudstaden Teheran. Hīzbandegān ligger 498 meter över havet och antalet invånare är 792.
Terrängen runt Hīzbandegān är platt. Runt Hīzbandegān är det glesbefolkat, med 13 invånare per kvadratkilometer. Hīzbandegān är det största samhället i trakten. Trakten runt Hīzbandegān är ofruktbar med lite eller ingen växtlighet.